# Diaphoromyrma sofiae
Diaphoromyrma sofiae is een mierensoort uit de onderfamilie van de Ponerinae. De wetenschappelijke naam van de soort is voor het eerst geldig gepubliceerd in 2009 door Fernández, Delabie & do Nascimento.